# サン・ジョルジョ・マッジョーレ

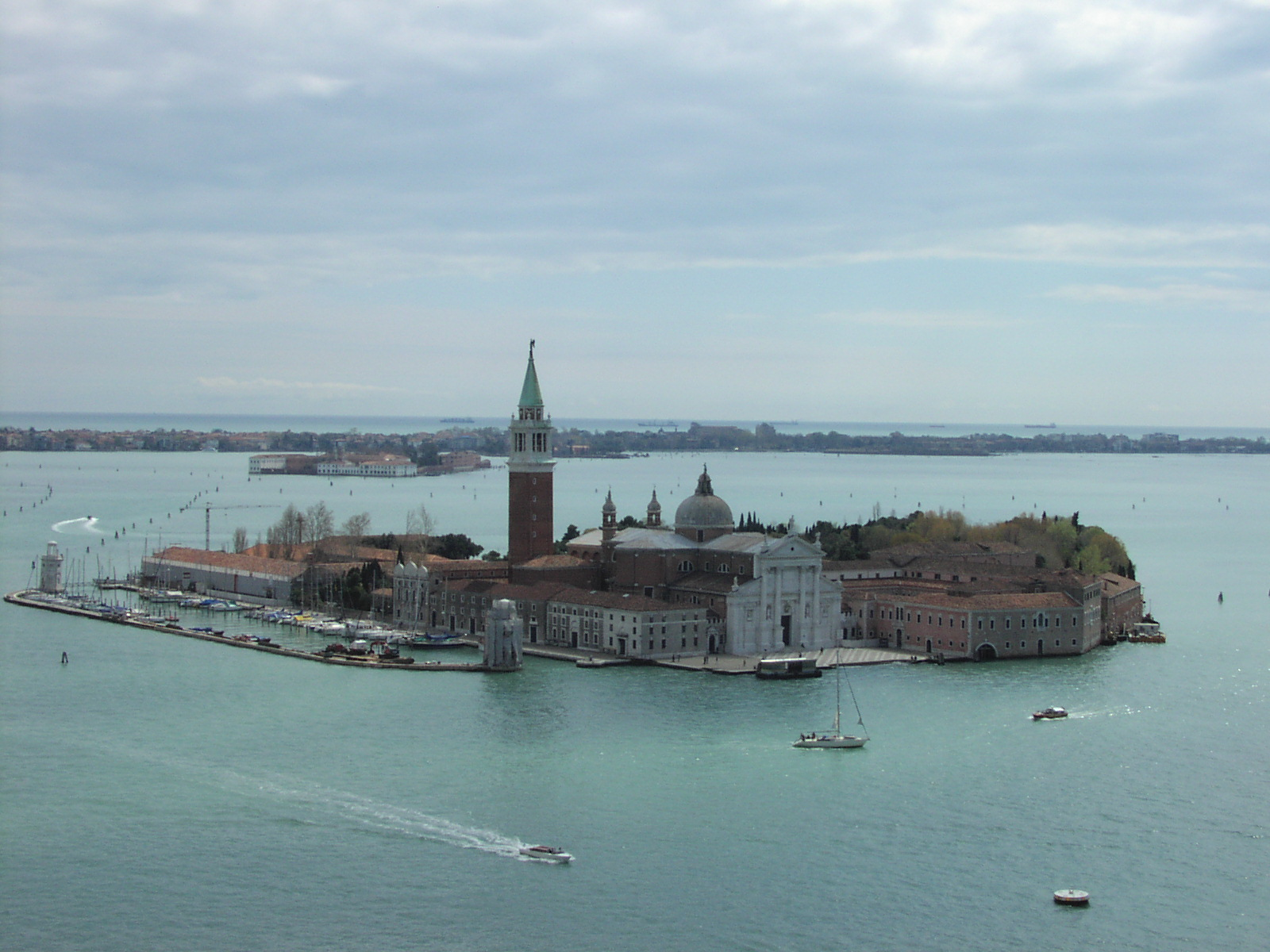
サン・ジョルジョ・マッジョーレ

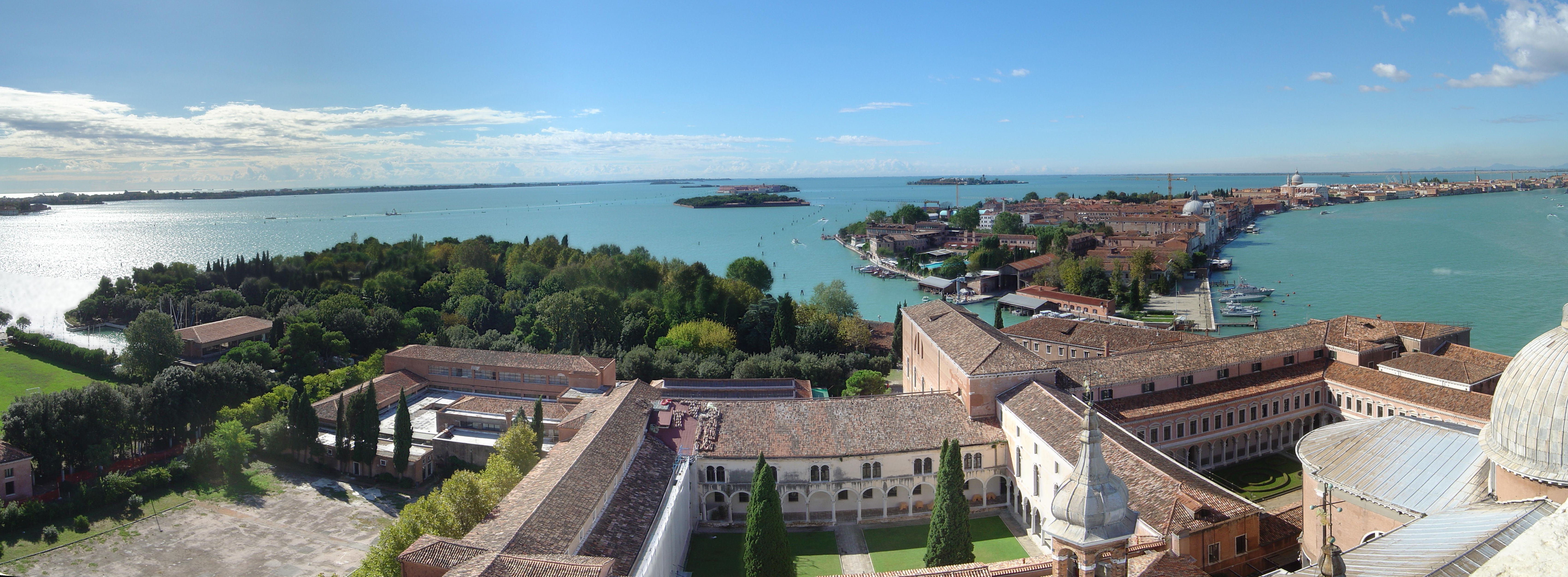
サン・ジョルジョ・マッジョーレ教会の鐘楼からの眺め

サン・ジョルジョ・マッジョーレ (San Giorgio Maggiore)は、イタリア北東部ヴェネツィアの潟にある島の一つである。行政的にはヴェネツィアの一部となっている。
島のほとんどはサン・ジョルジョ・マッジョーレ教会となっているが、ACTVの水上バスが停まるため自由に上陸できる。
サン・マルコ広場から近く、島からはサン・マルコ運河 (Canale di San Marco) を隔ててドゥカーレ宮殿や鐘楼を眺めることができる。